# Codex Eberhardi

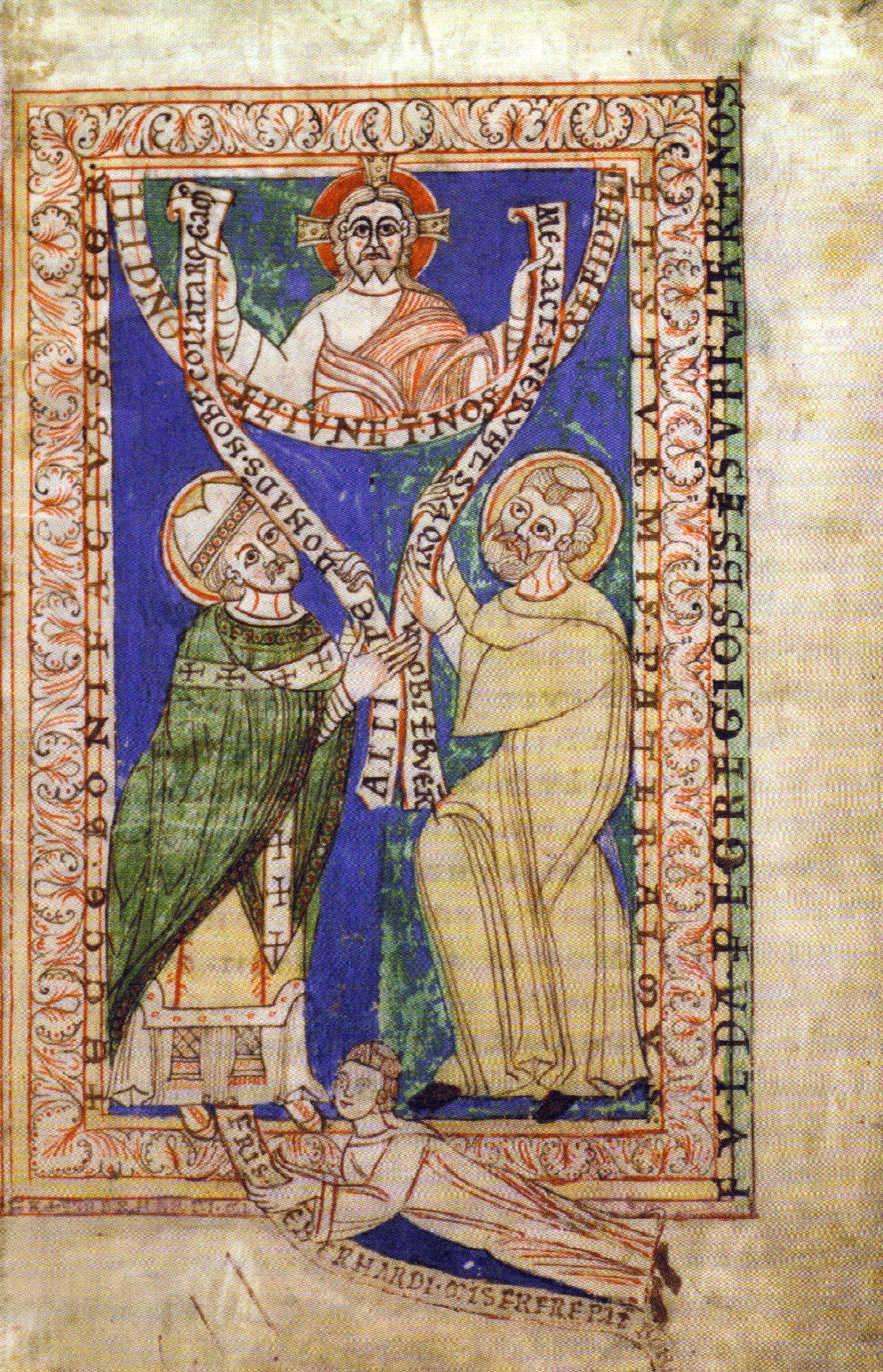
Widmungsbild aus dem Codex Eberhardi, Marburg, Hessisches Staatsarchiv, K426, fol. 6r

Der zweibändige Codex Eberhardi (Marburg, Hessischen Staatsarchiv, K425 und K426) ist als Kartular ein von dem Mönch Eberhard angelegtes zusammenfassendes Verzeichnis der zahlreichen Güter und Einkünfte des Reichsklosters Fulda im Umfang von 178 Blatt (Bd. 1) und 196 Blatt (Bd. 2) aus der zweiten Hälfte des 12. Jahrhunderts.

## Entstehung und Inhalt
Etwa zwischen 1150 und 1160 fertigte der Mönch (oder Konverse) Eberhard, genannt Eberhard von Fulda, der wahrscheinlich einer thüringischen Ministerialenfamilie entstammte, Abschriften der im Kloster gesammelten Besitzurkunden aus früherer Zeit an. Er gliederte das Material nach dem Rang der Aussteller in jeweils meist mit eigenem Vorwort eingeleitete Abschnitte: 1. privilegia apostolicorum (Päpste), 2. praecepta  regum (Kaiser und Könige) 3. tradiciones fidelium (Traditionsurkunden), 4. descriptiones (Einzelschenkungen), 5. concambia (Tauschurkunden), 6. reditus prediorum (Verzeichnis der Einkünfte, Urbare), 7. familiae (Hörige und Hintersassen), 8. monasteria (Nebenklöster), 9. beneficia (Lehen), 10. oblationes fratrum (Seelgeräte), 11. bona infirmorum (Güter des Krankenhauses), 12. gesta Marcvardi (Biographie Abt Markwards)
Den Auftrag, ein Kopialbuch archivierter Urkunden und Regesten zu schaffen, vergab Abt Markward I. (1150–65), der die Benediktinerabtei in der Mitte des 12. Jahrhunderts in einem wirtschaftlich desolaten Zustand vorfand. Die Anregung und das erforderliche Pergament kamen von dem Cellerar Duto.
Als Kopist setzte dieser es sich zum Ziel, möglichst viel verlorenes Klostergut zurückzugewinnen und griff dabei auch zum Mittel der Verfälschungen und Fälschungen. Mit den so geschaffenen Rechtstiteln sollten Fuldaer Besitzrechte an Gütern bewiesen werden, die dem 744 gegründeten Kloster aber teilweise nie vermacht worden waren. Der Versuch, die wirtschaftliche Situation durch die Aufzeichnung der Besitztümer und deren Einforderung von Lehensträgern oder Ministerialen zu verbessern, hatte zum Teil Erfolg. Die Quellen Eberhards waren neben den noch vorhandenen Originalurkunden die karolingischen Kartulare aus der Zeit des Abtes Hrabanus Maurus, von deren ursprünglich acht Bänden heute nur mehr einer existiert (Marburg, Hessisches Staatsarchiv, K424).

## Rezeption
Das Urteil der Forschung hat sich von radikaler, vor der Zugrundelegung moralischer, charakterlicher und sogar juristischer Kategorien nicht haltmachenden Kritik des 19. Jahrhunderts zu einer differenzierteren, die Zeitumstände und die Intentionen Eberhards berücksichtigenden Betrachtungsweise fortentwickelt. Während die scharfe Kritik der Diplomatiker noch bei Thomas Vogtherr nachhallt, der den Codex Eberhardi als „eine der größten Fälschungsaktionen, die im Mittelalter jemals in einer einzigen Werkstatt erfolgten.“ (Vogtherr, S. 47) bezeichnet, urteilte bereits Edmund E. Stengel, der Editor der Fuldaer Urkunden bis 802, wesentlich differenzierter: „Der Codex Eberhardi ist bei weitem die umfassendste Überlieferungsform der älteren Fuldaer Urkunden“ (Stengel, XXX) und „Diese Sammlung ist denn auch von jeher in der Abtei Fulda selbst das bequeme Nachschlagewerk gewesen und jahrhundertelang geblieben, in dem man alle seine Rechtstitel geborgen glaubte wie in Abrahams Schoße“ (Stengel, XXX). Große Teile der Sammlung sind durchaus frei von gravierenden Interpolationen und Fälschungen.
Die dem Mönch Eberhard in der bisherigen Forschung unterstellten Fälschungen wurden dahin revidiert, dass die Fälschungen in erster Linie auf die Kaiser- und Königsurkunden sowie die der Päpste zu beziehen sind. Auch Meyer zu Ermgassen stellt zwar fest, der Kopist habe „kaum eine der von ihm benutzten Urkunden getreu wiedergegeben, nicht wenige [...] selbst erfunden,“ beurteilt Eberhards Fälschungen im Anschluss an Otto Roller aber „als rein formal, inhaltlich eher als geringfügig.“ Ein Beispiel der heutigen Betrachtung Eberhards bietet auch die Dissertation von Stefan Alles. Termineiurkunden besonders aus dem mittelhessischen Raum und ihre „Verunechtungen“ durch Eberhard untersuchte Franz Staab.
Der Mönch oder Konverse Eberhard  sah seine Fälschungen unter anderen Gesichtspunkten als moderne Juristen, Historiker und Diplomatiker: „Was dieser Mönch tat, diente nicht seinem eigenen Vorteil, sondern er fälschte zum Wohle des Konvents, dem er angehörte.“ (Vogtherr, S. 49). Heinrich Meyer zu Ermgassen, der die Selbstzeugnisse Eberhards als erster systematisch untersucht hat, resümiert: „Nach Eberhards zahlreichen Einlassungen ist sein Codex von ihm nicht als Kopiar im strengen Sinne gemeint: nicht in erster Linie als internes Nachschlagewerk, sondern vielmehr auf Außenwirkung berechnet. Seinem agitatorischen Zweck hat er sein Material untergeordnet. Auf diplomatische Genauigkeit kam es ihm dabei nicht an. Sein Werk ist eine Tendenzschrift. Wie in anderen vergleichbaren Handschriften geht es [...] um die ›Korrektur‹ einer vermeintlich geschichtlichen Fehlentwicklung, um die Wiederherstellung eines ursprünglichen Zustandes.“
Die Schriftbänder des Dedikationsbildes unterstützen diese Interpretation. Sie weisen die Stiftungen als Eigentum Christi aus, der wiederum anerkennt, durch sie genährt worden zu sein. Die beiden Hausheiligen und Patrone, Bonifatius und Sturmi, werden in der umlaufenden Rahmeninschrift präsentiert: Fulda per egregios hos est suffulta patronos. Ecce Bonifatius sacer et Sturmis pater almus. (Fulda wurde durch diese hervorragenden Patrone gestützt: Siehe, der heilige Bonifatius und der liebevolle Vater Sturmi!). Ihr Wirken beschreibt der Vers des Schriftbandes, das die himmlische von der irdischen Sphäre scheidet: Hi domino celi iungunt nos ore fideli. (Diese vereinigen uns mit dem Herrscher des Himmels durch ihr treues Wort.). Das Schriftband vom Initiator der Gründung des Klosters, dem heilgen Erzbischof Bonifatius, zur rechten Christi verlaufende Band trägt die Inschrift: Accipe dona deus nobis collata rogamus. (Nimm die Gaben, Gott, die uns gestiftet wurden, entgegen.). Das aus der Linken Christi zum Gründerabt, dem Heiligen Sturmi, herbführende Schriftband trägt die Inschrift: Me lactaverunt, sua qui vobis tribuerunt. (Mir gaben Milch zu trinken, die ihr Hab und gut euch zuwiesen.)  Das den in demütiger Proskynese Bonifatius zu Füßen liegenden Eberhard begleitende Schriftband trägt die Inschrift: Fratris Eberhardi miserere, pater Bonifaci. (Des Bruders Eberhard erbarme dich, Bonifatius.).
Eine Fülle von Detailangaben in der Handschrift gestattet Historikern Einschätzungen über die Anfänge von Siedlungen und Orten bis in die Zeit der Frankenkönige.

## Buchschmuck
Da der Codex Eberhardi neben praktischen vor allem auch repräsentativen Zwecken diente und insofern kein Kopiar im üblichen Sinne war, sondern auf Außenwirkung zielte, wurde er mit außerordentlich reichem und qualitätvollem Buchschmuck ausgestattet, darunter das hier abgebildete Dedikationsbild zum zweiten Band (fol. 6r), zahlreiche historisierte Figureninitialen mit Papst-, Königs-  und Kaiserdarstellungen sowie bewohnte Initialen mit Menschen, Tieren, Fabelwesen und Monstern, florale Rankeninitialen, Drolerieinitialen, Lombarden, kalligraphisch gestaltete Textzierseiten, Arkaden als Architekturrahmen und Monogramme. In dieser Hinsicht lässt sich ihm keine andere Handschrift vergleichbaren Inhalts an die Seite stellen.